# Ukraińska Akademia Gospodarcza w Poděbradach
Ukraińska Akademia Gospodarcza w Poděbradach – ukraińska uczelnia o profilu politechnicznym, działająca w Podiebradach w Czechosłowacji w latach 1922–1935.
Inicjatorem utworzenia Akademii był ukraiński komitet obywatelski, w którym największa rolę odgrywało Wszechukraińskie Towarzystwo Techników Rolniczych (Всеукраїнська спілка сільськогосподарських техніків), które działała w Tarnowie.
Statut Akademii został zatwierdzony przez Ministerstwo Rolnictwa Republiki Czechosłowackiej 16 maja 1922. W maju 1925 do statutu uczelni wprowadzono zmiany. Według nowego statutu była to prywatna szkoła wyższa z 4-letnim programem nauczania, uzyskiwano w niej tytuł inżyniera.

## Organizacja Akademii
Uczelnia składała się z trzech fakultetów:
- agronomiczno-leśny (oddziały agronomiczny i leśny – w sumie 19 katedr)
- ekonomiczno-spółdzielczy (oddziały ekonomiczny, spółdzielczy, statystyczny – w sumie 20 katedr)
- inżynierski (oddziały hydrotechniczny i chemiczno-technologiczny – w sumie 20 katedr)

Akademia finansowana była przez rząd czechosłowacki i podlegała 2 ministerstwom: Rolnictwa (nauczanie), oraz do 1928 r. – Spraw Zagranicznych (sprawy organizacyjno-administracyjne).
Akademia zatrudniała 118 wykładowców (92 Ukraińców i 26 Czechów). Przez cały okres jej funkcjonowania naukę pobierało 786 studentów, w tym studia ukończyło 559. Nauka była bezpłatna, część studentów otrzymywała stypendia. Przy uczelni działała biblioteka (około 30 tysięcy tomów), 33 gabinety naukowe, 14 laboratoriów, 2 fermy, szkółka leśna i stacja meteorologiczna.
W ramach uczelni działał Ukraiński Instytut Techniczno-Gospodarski, prowadzący od 1932 studia zaoczne. Akademia prowadziła szeroką działalność naukowo-wydawniczą. UGA i jej profesorowie uczestniczyli w międzynarodowym życiu naukowym (kongresy, publikacje itp.). Działalność badawczo-wydawnicza UGA i jej profesorów była znaczna. W czasie istnienia UGA opublikowano 698 publikacji naukowych, w tym 229 książek (głównie podręczników dla studentów), w tym szereg pierwszych technicznych podręczników dla szkół wyższych w języku ukraińskim (opublikowano tylko 37, inne były w większości litograficzne). Ogromne znaczenie miał rozwój ukraińskiej nomenklatury technicznej (m.in. Komisja Terminologii Leśnej wydała niemiecko-ukraiński Słownik Leśnictwa). W czasie jego istnienia w UGA działało 50 organizacji, w tym 9 naukowo-zawodowych i profesjonalnych.

## Kadra

### Rektorzy
- Iwan Szowheniw 1922–1925, 1926–1927
- Borys Iwanycki 1925–1926, 1928–1935
- Serhij Tymoszenko 1927–1928

### Profesorowie
- Łuka Bicz – prawo gospodarcze
- Olgierd Boczkowski – socjologia
- Serhij Borodajewski – historia spółdzielczości i spółdzielczość kredytowa
- Otto Ejchelman – prawo administracyjne i międzynarodowe
- Borys Iwanycki – leśnictwo i dendrologia
- Borys Martos – teoria spółdzielczości, spółdzielczość spożywcza
- Ołeksandr Mycjuk – ekonomia polityczna
- Fedir Szczerbyna – statystyka
- Wołodymyr Starosolski – prawo państwowe
- Wasyl Iwanys – technologia chemiczna
- Isaak Mazepa – łąkarstwo i gleboznawstwo
- Wasyl Koroliw – anatomia i fizjologia weterynaryjna

W 1928 r. Ministerstwo Rolnictwa zabroniło przyjmowania nowych studentów i poleciło przystąpić do likwidacji uczelni. W 1931 r. utworzono (z zamiarem podtrzymania działalności naukowej) Towarzystwo Przyjaciół Akademii, jednak nie udało się zebrać wystarczających funduszy, i uczelnia została ostatecznie zamknięta w 1935 r.